# Compressione video digitale
In informatica, elettronica e telecomunicazioni la compressione video digitale è una tecnica di elaborazione dati, appartenenti alle tecniche di compressione dati, che permette di ridurre le dimensioni (anche di molto) di un contenuto video o la banda passante richiesta per la sua trasmissione, attraverso l'uso di un codec video.

## Storia
La digitalizzazione del segnale video ha una storia meno recente di quella del sistema MPEG. Già dal 1982 il CCIR (Comité consultatif international pour la radio), organo consultivo internazionale che oggi è sostituito dalla sezione raccomandazioni dell'ITU denominata ITU-R, definì le specifiche CCIR 601 "Encoding Parameters of Digital Television for Studios" (vedi collegamenti esterni). Nell'ultima edizione del 1990, CCIR 601-2, ci sono le basi dell'odierno sistema televisivo digitale e tale specifica è oggi il punto di riferimento costante per chiunque operi nel campo della digitalizzazione video. Le CCIR 601 hanno permesso l'introduzione del video digitale negli studi di produzione televisiva, infatti nel broadcast già da lungo tempo vengono impiegate macchine di registrazione video in formato digitale. Solo successivamente, con il DVB e la compressione video, le tecniche digitali sono state applicate alle trasmissioni televisive ed oggi rappresentano l'evoluzione del sistema televisivo in tutte le sue estensioni: via cavo, via satellite e via terrestre.

## Motivazioni
Un segnale tv trasformato in formato digitale rappresenta una grande mole di dati da elaborare che va oltre alle capacità degli attuali sistemi di diffusione tra cui i transponder satellitari. Questa enorme quantità di dati per essere sfruttata ad esempio nelle trasmissioni tv satellitari richiede un trattamento di "compressione" che si concretizza nella applicazione dello standard MPEG-2. Anche se il segnale non deve venire trasmesso, comunque, sono spesso necessarie tecniche di compressione per poterlo registrare o elaborare.

## Linee TV, pixel e campioni
Un'immagine TV analogica viene normalmente descritta come il risultato di una scansione operata da sinistra verso destra e dall'alto verso il basso. Ogni scansione completa è costituita da 625 linee e, in base allo standard adottato in Europa, viene ripetuta per 25 volte in un secondo così come in una proiezione cinematografica si hanno 24 fotogrammi in un secondo.
Le 625 linee tv non vengono impiegate totalmente per descrivere l'immagine. Infatti oltre alle informazioni sul contenuto di luminanza e crominanza dell'immagine sono necessarie altre informazioni per la cui trasmissione necessita un periodo di pausa pari al tempo di trasmissione di ben 49 linee. Le linee attive dell'immagine sono quindi 576.
Nel campo della TV digitale si utilizza invece un'altra modalità di descrizione dell'immagine suddividendola in pixel. Per ogni linea tv si considerano quindi 720 pixel pertanto un'intera immagine tv è formata da 720 × 576 pixel.
Ad ogni pixel sono associati i valori di informazione luminosa dell'immagine, la luminanza (Y), e i valori relativi al colore, la crominanza (C). Ogni pixel è quindi costituito da campioni di luminanza e crominanza in numero variabile in funzione del livello qualitativo che si deve ottenere, descritto nella raccomandazione CCIR 601 (vedi anche televisore).

## Dall'analogico al digitale 4.2.2
Le specifiche CCIR 601-2 hanno avuto il grande ruolo di normalizzare le condizioni di digitalizzazione del segnale video al fine di facilitare l'interoperabilità tra le macchine e favorire lo scambio dei programmi televisivi. Un'altra specifica, la CCIR 656 ha invece fissato le condizioni di interfaccia tra i sistemi e le apparecchiature destinate al trattamento dei segnali video digitali.
Secondo le CCIR 601-2 il segnale video digitale standardizzato è costituito dai dati relativi al campionamento di tre componenti del segnale video: la componente di luminanza Y e due componenti di differenza colore Cb e Cr. Queste tre componenti vengono campionate al fine di produrre un segnale digitale formato da 864 campioni di luminanza Y e 432 campioni di crominanza per ogni segnale differenza colore Cb e Cr. Questi valori si riferiscono ad un'immagine televisiva completa con 625 linee e 50 semi-quadri. L'immagine reale, come abbiamo visto, invece lascia inutilizzate alcune aree pertanto i campioni realmente utilizzati sono di meno in quanto i pixel utili alla descrizione dell'immagine sono 720 in senso orizzontale e 576 in senso verticale.
Il rapporto tra i campioni di luminanza e crominanza all'interno dell'immagine è determinato dallo schema di sottocampionamento della crominanza. Gli schemi maggiormente usati sono tre: 4:2:2, 4:1:1 e 4:2:0.
Lo schema 4:2:2 è indicato dalla specifica CCIR 601-2 come lo standard di fatto per l'interscambio dei programmi e la diffusione tv.
Gli schemi 4:2:0 e 4:1:1 sono utilizzati da alcuni codec, come il Digital Video, per ridurre ulteriormente la banda occupata dal segnale. Questi due schemi richiedono la stessa larghezza di banda, ma l'ordine dei campioni è differente.
In un'immagine video trasmessa nel formato 4:2:2, in orizzontale per ogni linea si hanno due campioni di crominanza Cb e Cr ogni quattro campioni di luminanza mentre in verticale si ha la successione di linee identiche. Ciò significa che in orizzontale si ha un sottocampionamento mentre in verticale no.

## Ridurre la quantità di dati
Se proviamo a calcolare il bitrate necessario alla trasmissione di un segnale video campionato in 4:2:2 a 8 bit avremo delle amare sorprese in quanto ci troveremo di fronte ad un bitrate necessario di 216 Mb/s, valore molto elevato. Ovviamente se si escludono le parti non significative dell'immagine ovvero, gli intervalli di cancellazione di linea e di quadro, si può avere un risparmio in termini di bitrate passando da 216 Mbit/s a 166 Mbit/s.
Il bitrate è in stretta connessione con la larghezza di banda necessaria per eseguire la trasmissione via radio. Pertanto per poter trasmettere un segnale digitale è necessario adattare il bit rate alla larghezza del canale satellitare. Prendendo ad esempio un canale satellitare largo 33 MHz, questo supporta un Symbol Rate di 24,4 Ms/s che equivale, in QPSK, ad un bit rate di 48,8 Mbit/s (fuori dalla codifica Reed-Solomon e convoluzionale). Attualmente viene tollerato un certo degrado di qualità che mantiene il tasso di errori entro valori accettabili, pertanto viene utilizzato frequentemente un Symbol Rate di 27,5 Ms/s il che equivale ad ottenere un bitrate massimo di 55 Mbit/s. Tale bitrate viene ridotto impiegando la codifica convoluzionale e quindi si ottengono diversi valori convenienti di bit rate in funzione del FEC impiegato. Con un FEC di 1/2 si ottiene un bit rate di 25,43 Mbit/s mentre con un FEC di ⅞ si ottiene un bitrate di 44,35 Mbit/s. Attualmente viene largamente impiegato un FEC di ¾ con il quale si ottiene un bitrate di 38 Mbit/s per un canale come quello utilizzato su Hot Bird largo 33 MHz e con un Symbol rate di 27,5 Ms/s. I valori ottenuti sono più favorevoli di quelli indicati dalla norma ETS 300 421 "Digital Broadcasting sistems for television, sound and data services" e riportati nella tabella 1.
Nonostante le possibilità del sistema di trasmissione, 38 Mbit/s sono ancora pochi per supportare la trasmissione di un segnale video digitale. Per questo motivo entra in gioco il sistema di compressione MPEG-2 adottato dal DVB. Utilizzando la compressione si ottiene una forte riduzione della quantità di dati da trasmettere permettendo così di sfruttare un unico canale satellitare per la trasmissione di più programmi televisivi.
Basti pensare al fatto che attualmente la migliore qualità di trasmissioni dirette agli utenti richiede un bitrate di circa 8 Mbit/s per ogni programma TV. Pertanto ciò lascia intuire che unendo l'MPEG-2 alle tecniche di multiplazione digitale si possano trasmettere grandi quantità di dati. Ciò è infatti quello che accade con le attuali trasmissioni digitali dove su un solo transponder da 33 MHz può trovare spazio la combinazione di programmi aventi anche tra loro un diverso bit rate. Alla base di questo principio sta un'importante applicazione, relativa alle tecniche di compressione, attualmente sperimentata dalle trasmissioni RAI. Tali trasmissioni infatti utilizzano la tecnica di "compressione dinamica" per mezzo della quale il bitrate dei singoli programmi che condividono lo stesso bouquet non è fisso ma può variare dipendentemente dalle esigenze istantanee di qualità e quindi di bit rate delle singole immagini. Ad esempio: un programma sportivo con immagini in forte movimento può avere a disposizione un bitrate istantaneo elevatissimo sfruttando una maggiore compressione degli altri programmi presenti nello stesso bouquet.

## MPEG-2, indispensabile per il DVB
La televisione digitale DVB (Digital Video Broadcasting) adotta la compressione video chiamata MPEG-2. La sigla MPEG deriva dal nome di un gruppo di lavoro chiamato Moving Pictures Expert Group che riunisce esperti internazionali del settore con lo scopo di standardizzare le procedure di compressione per servizi televisivi e multimediali. Si tratta in realtà di un gruppo di lavoro ISO/IEC con la complicata sigla identificativa JTC1/SC29/WG11, che opera congiuntamente al gruppo 15, della sezione telecomunicazioni della ITU, che invece si occupa di codifica video ATM. Il gruppo MPEG collabora anche con la sezione raccomandazioni della ITU, SMPTE e la comunità americana che si occupa di HDTV.
MPEG-2 raggruppa le specifiche divenute standard a tutti gli effetti e fissate al 29º meeting ISO/IEC di Singapore nel novembre 1994. Tali specifiche sono raccolte nel fascicolo ISO/IEC 13813 in tre parti: 13183-1 per il sistema; 13183-2 per il video e 13183-3 per l'audio.
Esistono altre specifiche MPEG ovvero: MPEG-1, MPEG-3 e MPEG-4; la prima non è diversa concettualmente da MPEG-2 ma ha caratteristiche inferiori, mentre MPEG-3 era uno standard per applicazioni con immagini ad alta definizione HDTV in seguito abbandonato. L'MPEG-4 è una somma degli standard precedenti, è molto flessibile e supporta molte modalità di compressione con bit rate che possono essere estremamente ridotti o molto elevati.